# 우스피탈 데 벨비제역
우스피탈 데 벨비제 역(카탈루냐어: Hospital de Bellvitge)은 바르셀로나 지하철 1호선의 역이다. 바르셀로나 도시권에 속하는 루스피탈레트데류브레가트 시에 위치해 있으며, 역명은 인근의 벨비제 대학병원에서 따왔다. 1989년 1호선이 아빙구다 카릴레트 역에서 이곳까지 연장되면서 처음 문을 열었으며, 지금까지도 1호선의 시종착역으로 남아 있다.  개통 당시에는 '페샤 랴르가 역' (Feixa Llarga)이란 이름이었는데, 이는 현지 축구팀 'CE 루스피탈레트'가 연고지로 삼는 축구경기장인 페샤 랴르가 스타디움에서 따온 이름이다. 2003년부터 지금의 이름으로 바뀌었다.
역사는 병원 건물과 바르셀로나의 주요 도로인 레스 코르스 카탈라네스 대로 사이에 위치한 병원 주차장 지하에 자리잡고 있다. 역 출입구는 하나, 대합실은 지하에 위치해 있으며 그 아래층에 96m 길이의 섬식 승강장 두 개가 나 있는 구조로 되어 있다. 역 승강장 너머로는 차량기지와 대피선이 나 있다.
차후 1호선이 우스피탈 데 벨비제 역 너머 엘프라트데료브레가트 시까지 연장하는 방안이 계획되고 있는데, 이곳에서 바르셀로나 국제공항까지 이어지는 2호선, 9호선과의 환승역이 세워질 예정이다.